# Comité Consultivo Mundial sobre Seguridad de las Vacunas
El Comité Consultivo Mundial sobre Seguridad de las Vacunas (GACVS por sus siglas en inglés) es un grupo de expertos que proporciona orientación independiente y autorizada a la Organización Mundial de la Salud (OMS) sobre el tema del uso seguro de vacunas.
Para aclarar su independencia, los miembros de la GACVS no pueden representar a la OMS de ninguna manera. El Comité fue establecido por la OMS en 1999 y, como parte de sus responsabilidades, supervisa la Red de Seguridad de las Vacunas. El grupo se reúne dos veces al año y publica sus hallazgos en el Registro Epidemiológico Semanal de la OMS .
Compromisos y temas llevadas a cabo por los GACVS han incluido la seguridad de las vacunas para el sarampión , la gripe , el virus del papiloma humano, la encefalitis japonesa, el rotavirus y la hepatitis B. En mayo de 2020, como parte del objetivo de la OMS de coordinar la investigación mundial sobre pruebas, tratamientos y vacunas contra el SARS-CoV-2, el GACVS abordó el problema del rápido desarrollo de las vacunas COVID-19 durante una emergencia mundial y la creciente desinformación y vacilación de las vacunas.

## Propósito
El propósito del GACVS es proporcionar un grupo preparado de expertos independientes que puedan asesorar a la OMS sobre cuestiones relacionadas con la seguridad de las vacunas, lo que permitirá a la OMS responder con rapidez y autoridad con una potencial importancia mundial.  Como parte de sus responsabilidades, GACVS supervisa la Red de Seguridad de las Vacunas .

## Historia y función
La OMS estableció el GACVS en 1999 sobre la base de los avances y el conocimiento cada vez mayor de las vacunas, acompañado de preocupaciones relacionadas con su seguridad y la consiguiente influencia en la confianza pública en los programas de vacunas.  Su membresía consiste en varios expertos en varios campos que tocan el tema de la seguridad de las vacunas, incluyendo epidemiología , vacunología , ética , neurología , medicina interna y autoinmunidad . Es un órgano asesor que proporciona a la OMS "asesoramiento sobre cuestiones de seguridad de las vacunas de posible importancia mundial" respaldado científicamente, hace recomendaciones para la formulación de políticas y reúne a grupos de trabajo ad hoc, y prioriza aspectos de la verificación de la seguridad de las vacunas.
Un ejemplo de una cuestión sobre la que se podría solicitar orientación al Comité es la cuestión de los programas nacionales de vacunación a corto y largo plazo.  De acuerdo con su mandato de 2017, el Comité:
- revisa el conocimiento actualizado sobre la seguridad de las vacunas,
- identifica relaciones causales
- crea grupos de trabajo según sea necesario y cuando sea necesario
- hace recomendaciones a la OMS
- sus hallazgos en cascada por diversos medios.

Los miembros son nombrados por el director del Departamento de Medicamentos y Productos Sanitarios Esenciales de la OMS y son designados por un período inicial de tres años. Los miembros actuales solo pueden renovarse por un período adicional.
Para mantener la independencia en el asesoramiento, informa que sus miembros no pueden representar a la OMS "en ninguna capacidad ni en ningún foro".  Los miembros actuales y anteriores de la GACVS se pueden encontrar en el sitio web oficial.  El grupo se reúne dos veces al año y publica sus hallazgos en el Registro Epidemiológico Semanal dela OMS . 
Los compromisos y temas asumidos por el GACVS incluyen la seguridad de la inmunización durante el embarazo.  La GACVS también es consciente de su creciente responsabilidad hacia los países de ingresos bajos y medianos que fabrican vacunas para la exportación. 

### Controversias
El GACVS tiene como objetivo responder con rapidez y autoridad para abordar los efectos adversos relacionados con las vacunas, manteniendo así la confianza en las vacunas y la cobertura de inmunización con el resultado de que la incidencia de la enfermedad disminuye.  El GACVS evalúa e interpreta informes de efectos adversos de las vacunas que impactan en los programas internacionales de vacunación, ayudando a desarrollar mejores sistemas de vigilancia, particularmente en países de ingresos bajos y medianos . También supervisa las pruebas clínicas de nuevas vacunas y su uso en programas de inmunización.
El GACVS ha estado involucrado en cuestiones relacionadas con la vacilación de la vacuna con respecto a varias vacunas, incluidas las vacunas para el sarampión ,  de la gripe , virus del papiloma humano , la encefalitis japonesa , el rotavirus  y la hepatitis B .

### COVID-19
En mayo de 2020, durante la emergencia global de COVID-19 y como parte del objetivo de la OMS de coordinar la investigación global sobre pruebas, tratamientos y vacunas contra el coronavirus responsable de la enfermedad COVID-19 , el GACVS abordó el tema del monitoreo de COVID de rápida aparición . -19 vacunas en medio de una emergencia mundial y una creciente desinformación y dudas sobre las vacunas. 
La OMS publicó un manual de vigilancia de la seguridad de la vacuna COVID-19 en 2020, por recomendación y orientación de los miembros del GACVS.

## Evaluación
En el 15º aniversario de la GACVS, varios miembros revisaron las contribuciones del Comité y los desafíos en curso.